# One1 Two2 Three3 Four4 - Volume due
One1 Two2 Three3 Four4 - Volume due è il ventesimo album dei Matia Bazar, pubblicato su CD (catalogo 591 3 00010 1) nel 2008 dall'etichetta discografica Bazar Music di proprietà della band, distribuita dalla Universal.

## Descrizione
Secondo volume del progetto in due CD, cominciato l'anno precedente con la pubblicazione di One1 Two2 Three3 Four4, in cui il gruppo reinterpreta brani dal repertorio italiano rivisitandoli con nuovi arrangiamenti. Il 7 novembre 2008, la Universal ristampa entrambi i volumi inserendoli in un'unica confezione (catalogo 591 3 00014 6).
Con questo album termina la collaborazione con la cantante Roberta Faccani, che lascerà il gruppo nel 2010 per la rientrante Silvia Mezzanotte.
Il 9 agosto è stata resa disponibile, SOLO per il download digitale, una versione dell'album con l'aggiunta, come bonus track, della versione acustica di L'estate sta finendo.

## Tracce
CD
1. Amico di ieri – 3:38 (testo: Antonio Pagliuca – musica: Aldo Tagliapietra, Vittorio Marton)
2. C'è una strana espressione nei tuoi occhi (When You Walk in the Room) – 2:47 (testo: Shel Shapiro, Jackie DeShannon[5] – musica: Jackie DeShannon)
3. Per chi (Without You) – 3:30 (testo: Daniele Pace, Tom Evans, Peter Ham[5] – musica: Tom Evans, Peter Ham)
4. Tutti i miei sbagli – 3:59 (testo: Samuel Umberto Romano – musica: Massimiliano Casacci, Davide Dileo)
5. L'estate sta finendo – 3:10 (testo: Stefano Righi, Stefano Rota – musica: Carmelo La Bionda)
6. Sorprendimi – 3:36 (testo: Saverio Grandi – musica: Saverio Grandi, Gaetano Curreri)
7. Quella carezza della sera – 3:46 (testo: Giorgio D'Adamo, Giovanni Belleno – musica: Sergio Bardotti, Vittorio De Scalzi, Nico Di Palo, Arturo Belloni)
8. Dedicato a te – 3:49 (Francesco Sarcina)
9. Pugni chiusi – 4:13 (testo: Luciano Beretta – musica: Ricky Gianco, Gianni Dall'Aglio)
10. Il mio corpo che cambia – 3:23 (testo: Piero Pelù – musica: Federico Renzulli, Piero Pelù)
11. L'ora dell'amore (Homburg) – 3:55 (testo: Daniele Pace, Ettore Carrera, Gary Brooker, Keith Reid[5] – musica: Gary Brooker, Keith Reid)
12. medley – 3:50

- Che sarà (testo: Franco Migliacci – musica: Jimmy Fontana, Carlo Pes, Italo Nicola Greco)
- Le ragazze (Claudio Mattone)
- La terra dei cachi (Elio, Cesareo, Rocco Tanica, Faso)

1. 'A canzuncella – 3:47 (Paolo Morelli)
2. Grido d'amore – 3:38 (testo: Giancarlo Golzi – musica: Piero Cassano) – 2005

Bonus track (solo download digitale)
1. L'estate sta finendo (versione acustica) – 1:59 (testo: Stefano Righi, Stefano Rota – musica: Carmelo La Bionda)

Durata totale: 53:00

## Formazione
Gruppo
- Roberta Faccani – voce
- Piero Cassano – tastiere, chitarra acustica, voce
- Fabio Perversi – tastiere (tracce 6, 12), pianoforte, violino (traccia 11), programmazione (tracce 6, 12)
- Giancarlo Golzi – batteria

Altri musicisti
- Coro gospel nazionale Nicolini Sound 95 Gospel Choir, diretto da Mario Natale (tracce 2, 3, 5-7, 9, 12, 13)
- Max Longhi – tastiera, pianoforte, programmazione (tracce 4-5, 7-8, 10-11), synth (tracce 7, 10), organo Hammond (tracce 8, 11)
- Giorgio Vanni – tastiera, pianoforte, programmazione, chitarra acustica, chitarra elettrica (tracce 5, 7, 10), synth (tracce 7, 10),
- Fabio Gargiulo – tastiera, pianoforte, programmazione, chitarra acustica, chitarra elettrica (tracce 5, 7-8, 10), synth (tracce 7, 10), basso elettrico (traccia 7)
- Mario Natale – tastiera, programmazione (tracce 1, 2, 3, 9, 13)
- Luca Scansani – basso (tracce 4, 5, 8, 11)
- Giorgio Cocilovo – chitarra acustica (traccia 3) e chitarra elettrica (traccia 2, 9)
- Paolo Petrini – chitarra acustica addizionale (traccia 2, 9)
- Gino Zandonà – chitarra elettrica (traccia 1, 13)
- Mario Volanti – chitarra elettrica (traccia 3)
- Carlo Gargioni – chitarra acustica addizionale (traccia 12)

## Classifiche
| Classifica (2008) | Posizione |
| ----------------- | --------- |
| Italia            | 36        |